# 내륙아시아
내륙아시아(영어: Inner Asia)는 동아시아와 중앙아시아와 북아시아의 내륙부 지역이다.
북부, 중앙 및 동아시아에 걸친 북부 및 내륙 지역을 나타낸다. 중국 서부와 북동부, 시베리아 남부 일부를 포함한다. 이 지역은 '중앙아시아'의 일부 정의와 겹치는데, 대부분 역사적 정의이지만, 만주와 같이 종종 내륙아시아에 포함되는 특정 지역은 어떤 정의에도 중앙아시아의 일부가 아니다. 내륙 아시아는 이전 진 왕조의 중국 본토의 서부 및 북부 "국경"으로 간주될 수 있으며 중국, 일본 및 한국으로 구성된 동아시아 본토와 경계를 이룬다.
내륙아시아의 범위는 시대에 따라 다르게 이해되었다. "내륙아시아"는 때때로 한족 인구가 대다수인 원래 지방인 "중국 본토"와 대조된다. 1800년에 내륙 아시아는 만주(현대 동북 중국과 외만주), 몽골(내외), 신장(동투르키스탄), 티베트의 4개 주요 지역으로 구성되었다. 이 지역은 최근에야 중국 청나라에 의해 정복되었으며, 대부분의 청나라 기간 동안 이전 중국 지방과는 다른 행정 구조를 통해 통치되었다. 청 정부 기관인 이번원은 제국의 내륙아시아 지역을 감독했다.

## 같이 보기
- 타타리아